# 第四巡防艦分艦隊
第四巡防艦分艦隊（4th Frigate Squadron (United Kingdom)）是英國皇家海軍一支存在於1948年至2004年的分艦隊。

## 歷史
在第四巡防艦分艦隊存在期間，所屬艦隻包括湖級巡防艦、惠特比級巡防艦、羅斯賽級巡防艦、21型巡防艦和23型巡防艦。
從1949年1月起，第四巡防艦分艦隊在遠東艦隊服役，包括HMS羊毛衫灣號巡防艦、HMS莫克姆灣號巡防艦、 HMS芒特灣號巡防艦。該分艦隊的艦隻參加了朝鮮戰爭、鱈魚戰爭、銀禧艦隊閱兵式、福克蘭群島戰爭和伊拉克戰爭。
第四巡防艦分艦隊所屬艦隻除了HMS亞馬遜號巡防艦外，所有21型巡防艦都參加了1982年的福克蘭群島戰爭。
第四巡防艦分艦隊於2004年解散。